# 第1機甲師団 (アメリカ軍)
第1機甲師団（だいいちきこうしだん、U.S.Army 1st Armored Division）は、アメリカ陸軍の師団の一つ。アメリカ陸軍で最初に編制された機甲師団であり、第二次世界大戦や湾岸戦争などに投入されている。

## 概要
1932年に編制された、実験的な機甲部隊が前身となっている。編制は騎兵部隊に範をとったものであった。その後、いくつかの騎兵連隊が機械化されるなど、機械化部隊が増強され、その運用に経験が蓄積されるようになった。1940年に第7騎兵旅団を改編され、第1機甲師団（3個騎兵連隊基幹）となっている。
初陣は、第二次世界大戦中のトーチ作戦（1942年）である。1943年にはイタリア戦線に投入された。1946年には一度、廃止されたが、1951年には朝鮮戦争に伴い再編制された。1971年にはドイツに移駐している。1990年には、サウジアラビアに派遣され、1991年の湾岸戦争に投入されている。その後、ボスニアの平和維持活動にも派遣され、イラク戦争に際しても部隊を派出している。

## 編制

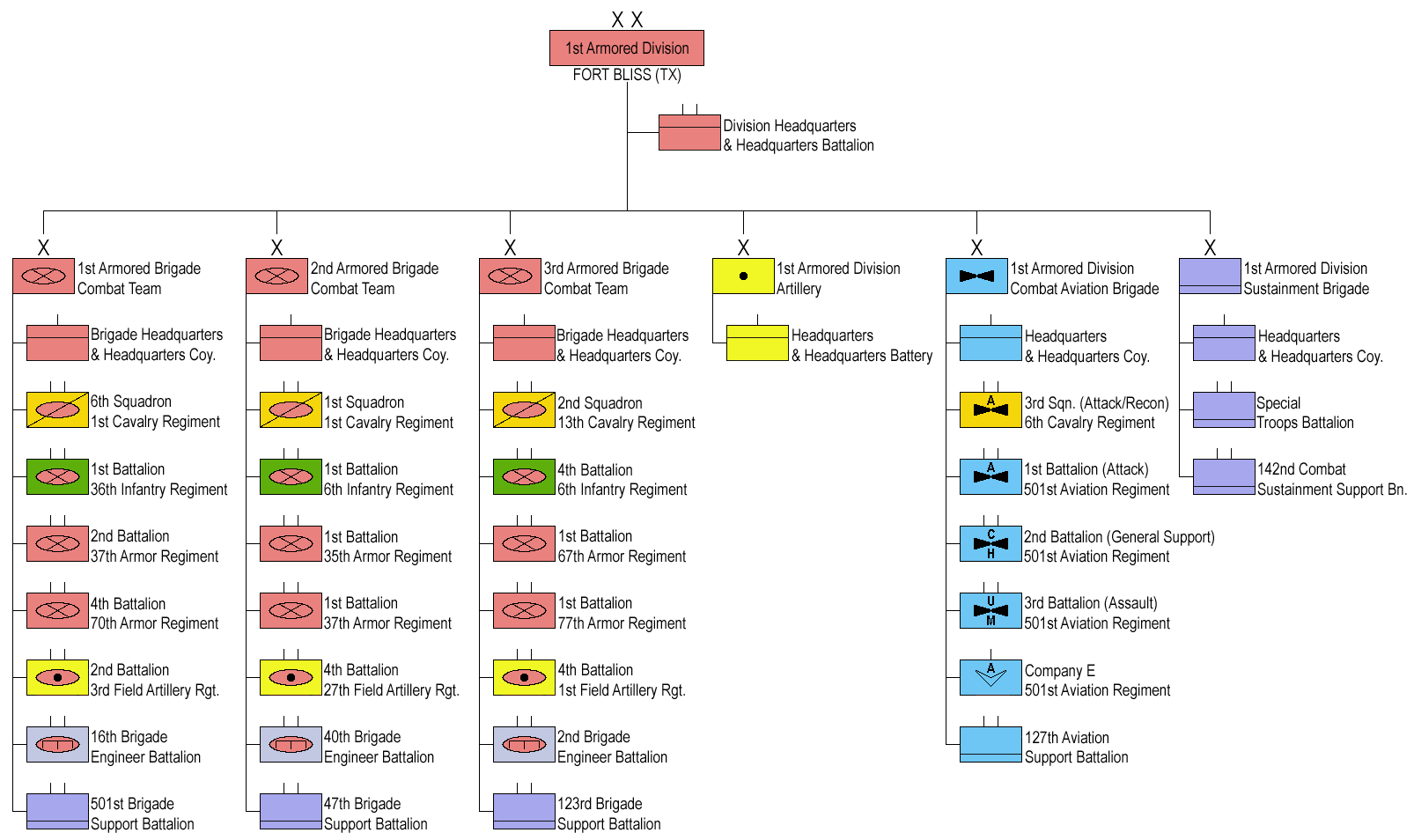
2021年時点の第1機甲師団の編制図

第1機甲師団は、テキサス州フォート・ブリスでモジュラーフォース改編を受け、師団から旅団本位の編制となった。現在は、師団司令部及び司令部大隊、3個機甲旅団戦闘団、戦闘航空旅団、維持旅団、師団砲兵隊から構成され、野戦砲兵大隊はそれぞれの旅団戦闘団に割り当てられている。第3歩兵旅団戦闘団は、2015年春にアフガニスタンでの任務を終了した後に解散し、その機動大隊は残りの3個旅団戦闘団に移管された。その後、第4機甲旅団戦闘団が第3機甲旅団戦闘団と改称され、現在に至る。

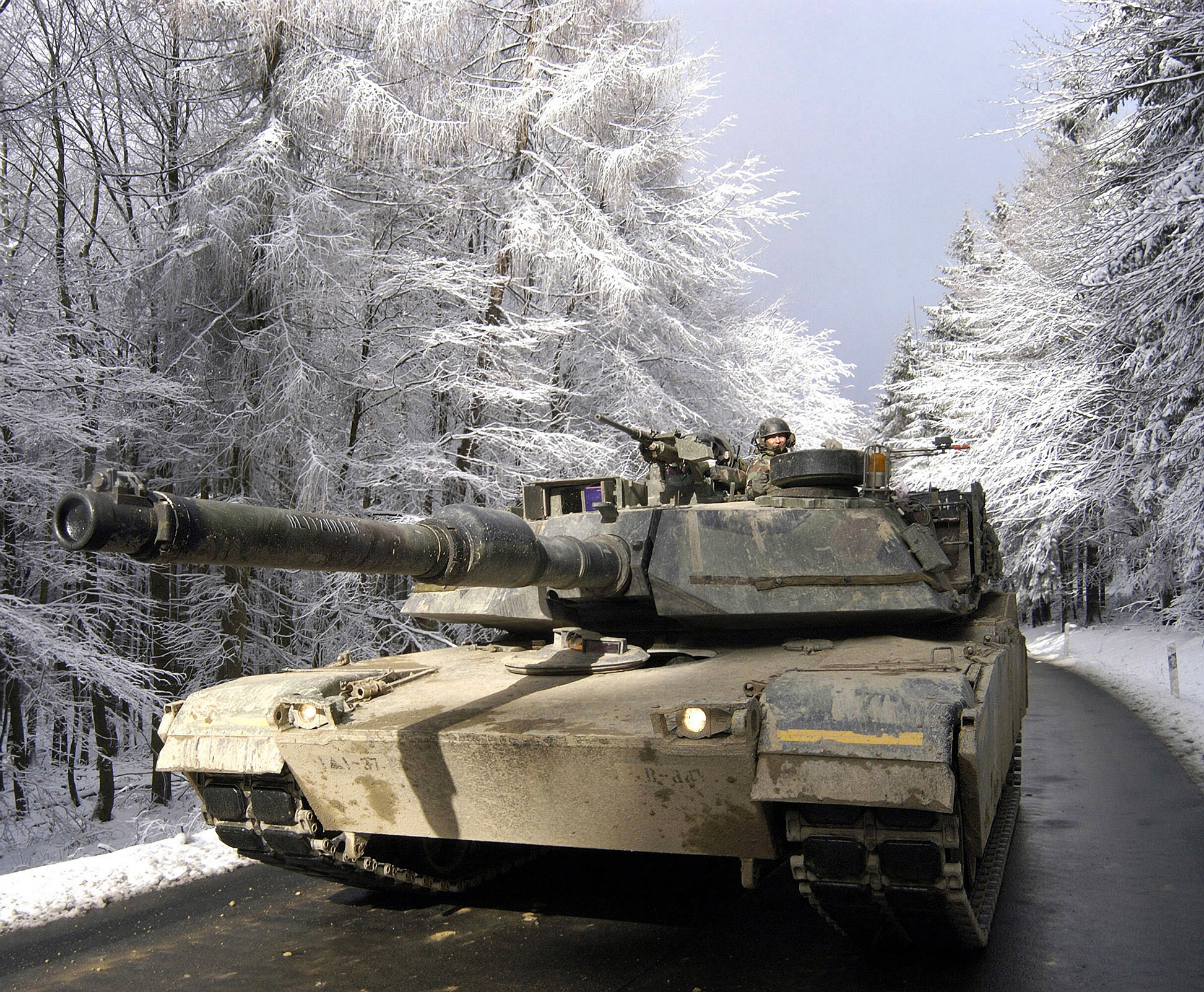
2005年春、ドイツフランクフルト・アム・マイン北部のタウヌス山地を走行するM1エイブラムス戦車

第1機甲師団は、以下の編制から成る。
- 師団司令部及び司令部大隊 "Gladiator"
  - 司令部及び支援中隊
  - 作戦中隊
  - 情報・維持中隊
  - 師団通信中隊
  - 第1機甲師団軍楽隊
- 第1機甲旅団戦闘団 "Ready First"
  - 司令部及び司令部中隊
  -  第1騎兵連隊第6大隊
  -  第37機甲連隊第2大隊
  -  第70機甲連隊第4大隊
  -  第36歩兵連隊第1大隊
  -  第3野戦砲兵連隊第2大隊
  -  第16旅団工兵大隊
  - 第501旅団支援大隊
- 第2機甲旅団戦闘団 "Iron Brigade
  - 司令部及び司令部中隊
  -  第1騎兵連隊第1大隊
  -  第35機甲連隊第1大隊
  -  第37機甲連隊第1大隊
  -  第6歩兵連隊第1大隊
  -  第27野戦砲兵連隊第4大隊
  -  第40旅団工兵大隊
  - 第47旅団支援大隊
- 第3機甲旅団戦闘団 "Bulldog Brigade"
  - 司令部及び司令部中隊
  -  第13騎兵連隊第2大隊
  -  第67機甲連隊第1大隊
  -  第77機甲連隊第1大隊
  -  第6歩兵連隊第4大隊
  -  第1野戦砲兵連隊第4大隊
  -  第2旅団工兵大隊
  - 第123旅団支援大隊
- 第1機甲師団砲兵隊  "Iron Steel" (旧第212砲兵旅団)

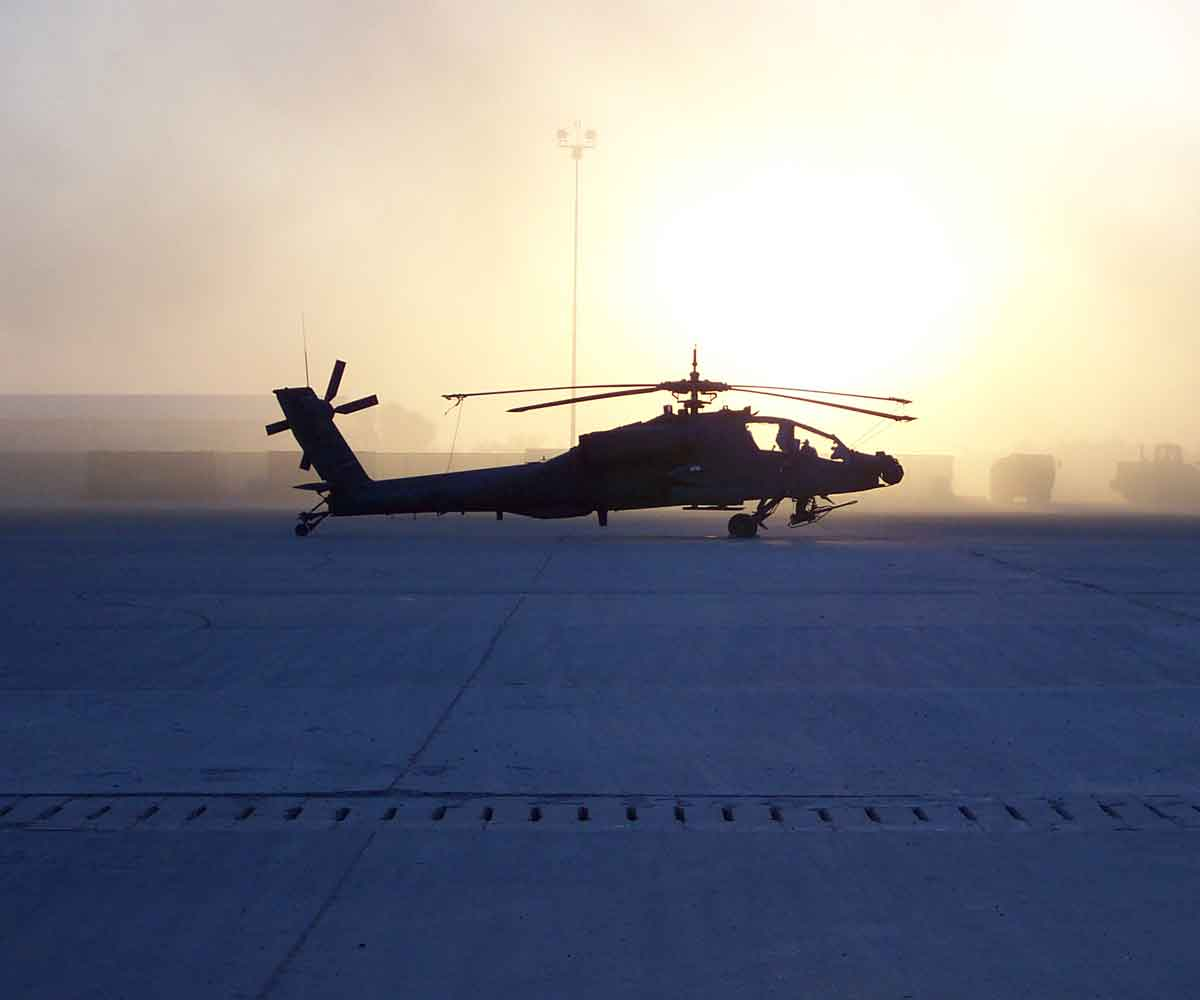
バグダッド国際空港における第1機甲師団第501航空連隊第1大隊所属のAH-64 アパッチ、2004年頃

  - 司令部及び司令部中隊
  - 第24戦場広報支援部隊

- 戦闘航空旅団 "Iron Eagle"
  -  司令部及び司令部中隊
  -  第6騎兵連隊第3大隊 (重突撃・偵察) "Heavy Cavalry"
  -  第501航空連隊第1大隊 (突撃) "Iron Dragons"
  -  第501航空連隊第2大隊 (全般支援) "Desert Knights"
  -  第501航空連隊第3大隊 (強襲) "Apocalypse"
  - 第501航空連隊E中隊
  - 第127航空支援大隊 "Work Horse"
- 維持旅団 "Muleskinner"
  -  司令部及び司令部中隊
  -  特別任務大隊 "Iron Legion"
  -  第142戦闘維持支援大隊 "Atlas"

## 師団長
- パトリック・E・マットロック少将（2018年7月12日- ）
- マシュー・L・アイクバーグ准将（2020年7月28日- ）
- ショーン・C・バーナベ少将（2020年9月30日- ）